# أوليفيا ميتشيل
أوليفيا ميتشيل (بالإنجليزية: Olivia Mitchell) (و. 1947  م) هي سياسية أيرلندية، ولدت في مقاطعة أوفالي، هي عضوةٌ فاين جايل.

## مناصب
تولت منصب ممثل الجمعية البرلمانية لمجلس أوروبا (29 سبتمبر 2014–27 أغسطس 2016)
- نائب عن الجمعية البرلمانية لمجلس أوروبا (27 يناير 2014–29 سبتمبر 2014)[5]
- نائب دييل (9 مارس 2011–3 فبراير 2016)
- نائب دييل (14 يونيو 2007–1 فبراير 2011)[6]
- نائب دييل (6 يونيو 2002–26 أبريل 2007)[6]
- نائب دييل (26 يونيو 1997–25 أبريل 2002)[6]

.

## التعليم
تعلمت في كلية الثالوث في دبلن
.